# Edral
Edral é uma povoação portuguesa sede da Freguesia de Edral do Município de Vinhais, freguesia com 26,47 km² de área é 170 habitantes (censo de 2021), tendo, por isso, uma densidade populacional de 6,4 hab./km².
Situa-se a cerca de 13 km (30 min) da sede municipal, Vinhais. Além da sede, a freguesia engloba outras localidades: Frades de Lomba, Brito de Lomba, Sandim de Lomba e ainda Quintas de Amanso. Sandim de Lomba é conhecida pelas suas águas minero-medicinais que brotam espontaneamente no leito e margem esquerda do rio Mente. Sandim de Lomba tambem é conhecida pela sua Praia Fluvial (de Segirei.

## História
A fundação de Edral foi em 1840. Até 1853 pertenceu ao extinto concelho de Santalhas.[carece de fontes?]

## Demografia
A população registada nos censos foi:
| Distribuição da População por Grupos Etários | Distribuição da População por Grupos Etários | Distribuição da População por Grupos Etários | Distribuição da População por Grupos Etários | Distribuição da População por Grupos Etários |
| -------------------------------------------- | -------------------------------------------- | -------------------------------------------- | -------------------------------------------- | -------------------------------------------- |
| Ano                                          | 0-14 Anos                                    | 15-24 Anos                                   | 25-64 Anos                                   | > 65 Anos                                    |
| 2001                                         | 33                                           | 25                                           | 130                                          | 77                                           |
| 2011                                         | 17                                           | 8                                            | 92                                           | 81                                           |
| 2021                                         | 6                                            | 6                                            | 67                                           | 91                                           |

## Património
- Igreja Paroquial de Edral, São Romão
- Capela do Senhor dos Perdidos, Edral
- Capela de São Tiago de Ribas, Edral
- Igreja Paroquial de Frades de Lomba, São Tiago Maior.

## Serviços
- Café Central, Edral
- Bairro Velho de Edral
- O Nosso Café, Edral
- Centro de Día de Edral
- Escola Primária de Edral
- Fonte de Mogos Romana de Edral
- Capela De Santa Bárbara, Edral
- Fraga da Torre, Edral-Espinhoso
- Cemitério de Edral
- Antiga Escola Primária de Frades de Lomba
- Nicho de Nossa Senhora de Fátima, Frades de Lomba
- Paragem De Autocarro, Frades de Lomba
- Loja de Augusto É Gonçalves, Frades de Lomba
- Cemitério de Frades de Lomba
- Praia Fluvial de Ponte de Frades de Lomba
- Café Central de Frades de Lomba
- Ponte de Lomba
- Praia Molha Boxexas do Amassa Sofás
- Cemitério de Brito de Lomba
- Cemitério de Sandim de Lomba
- Águas de Sandim de Lomba
- Termas de Sandim
- Igreja Paroquial de Sandim de Lomba
- Igreja Paroquial de Brito de Lomba
- Capela de Sandim de Lomba
- Capela de Frades de Lomba
- Capela de Brito de Lomba